# The Sickness
Albums de Disturbed
Believe
(2002)
The Sickness est le premier album studio du groupe de heavy metal américain Disturbed. Il est sorti le 7 mars 2000 chez Giant et Reprise Records. L'album a culminé à la 29e place du Billboard 200 américain et a passé un total de 103 semaines au classement. C'était le seul album de Disturbed à ne pas avoir atteint la première place du Billboard 200 américain jusqu'à ce que leur septième album Evolution se classe 4e à sa sortie en 2018. En 2018, The Sickness a été certifié cinq fois disque de platine par la RIAA avec plus de cinq millions d'exemplaires écoulés aux États-Unis, ce qui en fait l'album le plus vendu du groupe.

## Liste des pistes
Tous les morceaux sont écrits par Disturbed.
| Édition standard | Édition standard             | Édition standard | Édition standard | Édition standard | Édition standard | Édition standard | Édition standard | Édition standard | Édition standard |
| No               | Titre                        | Durée            |                  |                  |                  |                  |                  |                  |                  |
| ---------------- | ---------------------------- | ---------------- | ---------------- | ---------------- | ---------------- | ---------------- | ---------------- | ---------------- | ---------------- |
| 1.               | Voices                       | 3:11             |                  |                  |                  |                  |                  |                  |                  |
| 2.               | The Game                     | 3:47             |                  |                  |                  |                  |                  |                  |                  |
| 3.               | Stupify                      | 4:33             |                  |                  |                  |                  |                  |                  |                  |
| 4.               | Down with the Sickness       | 4:38             |                  |                  |                  |                  |                  |                  |                  |
| 5.               | Violence Fetish              | 3:23             |                  |                  |                  |                  |                  |                  |                  |
| 6.               | Fear                         | 3:46             |                  |                  |                  |                  |                  |                  |                  |
| 7.               | Numb                         | 3:44             |                  |                  |                  |                  |                  |                  |                  |
| 8.               | Want                         | 3:52             |                  |                  |                  |                  |                  |                  |                  |
| 9.               | Conflict                     | 4:35             |                  |                  |                  |                  |                  |                  |                  |
| 10.              | Shout 2000 (Tears for Fears) | 4:18             |                  |                  |                  |                  |                  |                  |                  |
| 11.              | Droppin' Plates              | 3:48             |                  |                  |                  |                  |                  |                  |                  |
| 12.              | Meaning of Life              | 4:01             |                  |                  |                  |                  |                  |                  |                  |
| 47:34            |                              |                  |                  |                  |                  |                  |                  |                  |                  |

| 13. | God of the Mind               | 3:05 |
| 14. | A Welcome Burden              | 3:31 |
| 15. | The Game (Live)               | 3:54 |
| 16. | Down with the Sickness (Live) | 4:43 |
| 17. | Voices (Live)                 | 3:37 |
| 18. | Fear (Live)                   | 3:54 |
| 19. | Conflict (Live)               | 4:42 |
| 20. | Droppin' Plates (Live)        | 3:55 |
| 21. | Shout 2000 (Live)             | 4:48 |